# Furtbach (Bindlach)
Furtbach ist ein Gemeindeteil der Gemeinde Bindlach im Landkreis Bayreuth (Oberfranken, Bayern). Furtbach liegt in der Gemarkung Bindlach.

## Geografie
Die Einöde besteht aus drei Wohngebäuden mit den Hausnummern 84, 84a, 84b in unmittelbarer Nachbarschaft zu sechs Wohngebäuden der Bindlacher Ortsstraße Schleifmühlweg. Diese liegen am Furtbach, einem rechten Zufluss der Trebgast.

## Geschichte
Von 1797 bis 1810 unterstand der Ort dem Justiz- und Kammeramt Bayreuth. Mit dem Gemeindeedikt wurde Furtbach dem 1812 gebildeten Steuerdistrikt Bindlach und der zugleich gebildeten Ruralgemeinde Bindlach zugewiesen.

### Einwohnerentwicklung
| Jahr      | 001819 | 001822 | 001861 | 001871 | 001885 | 001900 | 001925 | 001950 | 001961 | 001970 | 001987 |
| Einwohner | *      | 8      | 9      | 3      | 4      | 3      | 7      | 8      | 9      | 10     | 9      |
| Häuser    |        | 1      |        |        | 1      | 1      | 1      | 1      | 1      |        | 2      |
| Quelle    | [ 8 ]  | [ 5 ]  | [ 9 ]  | [ 10 ] | [ 11 ] | [ 12 ] | [ 13 ] | [ 14 ] | [ 15 ] | [ 16 ] | [ 1 ]  |

## Religion
Furtbach ist evangelisch-lutherisch geprägt und nach St. Bartholomäus (Bindlach) gepfarrt.